# ICE 1
ICE 1 – skład dużych prędkości produkowany w latach 1989–1993 dla kolei niemieckich.

## Historia
Doświadczenie zdobyte w trakcie testowania ICE-V zostało wykorzystane w trakcie produkcji pierwszej serii ICE. Zaledwie trzy lata po zaprezentowaniu ICE-V kolej niemiecka w 1988 roku podpisała kontrakt na wyprodukowanie 82 wagonów silnikowych. Wagony produkowano w zakładach KraussMaffei w Monachium. W dniu 26 września 1989 roku została przeprowadzona pierwsza jazda testowa wagonu silnikowego przez KraussMaffei. Pierwsze testy dwóch połączonych wagonów silnikowych przeprowadzono pod koniec czerwca 1990 roku z braku wagonów doczepnych. Skład był zasilany przez pojedynczy pantograf. Kilka miesięcy później, pierwszy dwunastowagonowy skład rozpoczął jazdy testowe. Testy odometryczne przeprowadzano na linii z Würzburga do Fuldy. 23 lipca 1990 roku dodatkowo zostało zamówionych 19  składów przystosowanych do eksploatowania na szwajcarskich kolejach. Uruchomienie połączeń dalekobieżnych ICE nastąpiło 2 czerwca 1991 roku.
3 czerwca 1998 r. w Eschede (Dolna Saksonia) w Niemczech miał miejsce wypadek pociągu ICE. Wiozący 287 osób pociąg Intercity-Express ICE 884 relacji Monachium – Hamburg, jadąc z prędkością 200 km/godz. wykoleił się i zniszczył podporę wiaduktu powodując jego zawalenie. Zginęło 101 osób, w tym dwóch pracowników torowych pracujących pod wiaduktem, a 88 osób odniosło ciężkie obrażenia. 